# Узбекенерго
«Узбекенерго» — державно-акціонерна компанія (ДАК) у рамках якої функціонує Електроенергетика Узбекистану з 2001 року. Утворена у формі відкритого акціонерного товариства з включенням до її складу підприємств вугільної промисловості.

## Установлена потужність
Установлена потужність електростанцій Узбекистану перевищує 12,3 млн кВт і становить порядку 50 % генеруючих потужностей всієї Об'єднаної енергосистеми Центральної Азії.
Енергетичними підприємствами галузі щорічно виробляється до 48 млрд кВт·год електроенергії та понад 10 млн Гкал теплової енергії, що повністю задовольняє попит економіки та населення країни.

## Склад компанії
До складу компанії входять 53 підприємства та організації, в тому числі 39 відкритих акціонерних товариств, 11 унітарних підприємств, 2 товариства з обмеженою відповідальністю та філія компанії — «Енергосотіш» (Енергозбут).
- ВАТ «Сірдар'інська теплова електростанція» найбільша електростанція в Центральній Азії — встановлена потужність — 3000 МВт, використовуване паливо — природний газ, резервне — мазут.
- ВАТ «Ново-Ангренська ТЕС» встановлена потужність станції — 2100 МВт, використовуване паливо — вугілля, газ, мазут.
- ВАТ «Навоійська ТЕС» встановлена потужність — 1250 МВт, використовуване паливо — природний газ, резервне — мазут.
- ВАТ «Тахіаташська ТЕС» встановлена потужність — 730 МВт., Використовуване паливо — природний газ, резервне — мазут.
- ВАТ «Ангренська ТЕС» встановлена потужність — 484 МВт, використовуване паливо — вугілля, резервне — мазут.

## Заяви
13 жовтня 2009 з'явилися повідомлення про наміри Узбекистану вийти з Об'єднаної енергосистеми Центральної Азії.